# رؤساء جمهورية لاوس
رؤساء جمهورية لاوس هو الرئيس لجمهورية لاوس الديمقراطية الشعبية، تم إنشاء مكتب الرئيس في عام 1975م بعد إلغاء الحكم الملكي في لاوس، أصبح الأمير سوفانوفونج أول رئيس لجمهورية لاوس، يتم انتخاب رئيس الدولة من قبل الجمعية الوطنية اللاوسيه وتستمر مدة دورة الحكم 5 سنوات.

## رؤساء جمهورية لاوس الديمقراطية الشعبية
| الرقم | الصورة | الإسم (الميلاد- الوفاة)                      | فترة المنصب    | فترة المنصب    | فترة المنصب        | إنتخابات  |
| الرقم | الصورة | الإسم (الميلاد- الوفاة)                      | بداية المنصب   | نهاية المنصب   | الوقت في المنصب    | إنتخابات  |
| ----- | ------ | -------------------------------------------- | -------------- | -------------- | ------------------ | --------- |
| 1     |        | سوفانوفونج ສຸພານຸວົງ (1909–1995)                | 2 ديسمبر 1975  | 29 أكتوبر 1986 | 10 سنوات و331 أيام | لا يوجد   |
| –     |        | فومي فونجفيتشيت ພູມີ ວົງວິຈິດ (1909–1994) Acting  | 29 أكتوبر 1986 | 15 أغسطس 1991  | 4 سنوات و290 أيام  | لا يوجد   |
| 2     |        | كايسون فومفيهان ໄກສອນ ພົມວິຫານ (1920–1992)     | 15 أغسطس 1991  | 21 نوفمبر 1992 | 1 سنة و98 أيام     | 1991      |
| 3     |        | نوهاك عقيلته ໜູຮັກ ພູມສະຫວັນ (1910–2008)         | 25 نوفمبر 1992 | 24 فبراير 1998 | 5 سنوات و91 أيام   | لا يوجد   |
| 4     |        | خامتاي سيفاندون ຄຳໄຕ ສີພັນດອນ (مواليد 1924)    | 24 فبراير 1998 | 8 يونيو 2006   | 8 سنوات و104 أيام  | 1996 2001 |
| 5     |        | تشومالي ساياسوني ຈູມມະລີ ໄຊຍະສອນ (مواليد 1936) | 8 يونيو 2006   | 20 أبريل 2016  | 9 سنوات و317 أيام  | 2006 2011 |
| 6     |        | بونغ نانغ فوراشيث ບຸນຍັງ ວໍລະຈິດ (مواليد 1937)   | 20 أبريل 2016  | 22 مارس 2021   | 4 سنوات و336 أيام  | 2016      |
| 7     |        | ثونجلون سيسوليث ທອງລຸນ ສີສຸລິດ (مواليد 1945)     | 22 مارس 2021   | الحالي         | 4 سنوات و35 أيام   | 2021      |